# Susukino (métro de Sapporo)
Susukino (すすきの駅, Susukino-eki) est une station du métro de Sapporo au Japon. Elle est située dans l'arrondissement de Chūō à Sapporo.

## Situation sur le réseau
La station est située au point kilométrique (PK) 6,1 de la ligne Namboku.

## Histoire
La station a été inaugurée le 16 décembre 1971.

## Services aux voyageurs

### Accès et accueil
La station est ouverte tous les jours.

### Desserte
- Ligne Namboku :
  - voie 1 : direction Makomanai
  - voie 2 : direction Asabu

### Intermodalité
Susukino est desservie par le tramway de Sapporo.
La station Hosui Susukino de la ligne Tōhō est située à proximité.